# Hamal
Hamal (α Arietis, α Ari) è la stella più luminosa della costellazione dell'Ariete. Di magnitudine apparente +2,01, dista 66 anni luce dal sistema solare.

## Origine del nome
Il nome tradizionale della stella, Hamal, era in origine riportato come Hamel, Hemal, Hamul o Hammel. Nella nomenclatura di Flamsteed è indicata come "13 Arietis", ma quest'ultima denominazione è usata molto raramente, poiché Hamal è una stella brillante che già possiede una nomenclatura di Bayer. Altro nome della stella era El Nath o Al Natih, il Corno, che oggi è assegnato a β Tauri.
Il nome Hamal deriva dall'espressione che in lingua araba si riferisce all'intera costellazione, Al Ħamal, "l'Ariete". Per evitare confusioni, l'astro a volte è anche chiamato راس حمل rās al-ħamal, "la testa dell'Ariete".

## Dati fisici
Hamal è una gigante arancione di tipo spettrale K2 IIICa, dove la notazione "Ca" indica la presenza di linee di calcio nel suo spettro; è una stella molto grande simile ad Arturo, è circa 90 volte più brillante, 14 volte più grande in diametro e 1,5 volte più massiccia del Sole.

Hamal; La stella in basso è

Il satellite Hipparcos ha indicato che Hamal dista circa 65,9 anni luce dalla Terra. Questa distanza relativamente piccola, combinata con la sua luminosità intrinseca, permette alla stella di splendere con una magnitudine apparente di 2,01 (variabile di circa 0,05), il 47° astro più luminoso nel cielo.

## Nella cultura
Nell'antichità, Hamal fu una stella di grande importanza. Quattromila anni fa, l'equinozio di primavera, il punto in cui il percorso apparente del Sole nel cielo interseca l'Equatore celeste, era situato nell'Ariete (è per questo motivo che nell'astrologia il primo segno zodiacale prende il nome proprio da questa costellazione); il cosiddetto Primo Punto d'Ariete si trovava a soli nove gradi a sud di Hamal, la stella più luminosa nelle vicinanze. Attualmente si trova nel sud della costellazione dei Pesci, uno spostamento dovuto alla precessione dell'asse di rotazione terrestre.
Le levate eliache (gli attimi in cui l'astro è ancora visibile prima di essere inghiottito dalla luce solare) di Hamal, in collaborazione con Spica, erano dunque studiate per stabilire gli equinozi al sorgere e al tramontare del Sole. Al mattino dell'equinozio di primavera (26 marzo) Hamal era appena visibile nelle vicinanze del Sole mentre dalla parte opposta Spica stava tramontando. Quando si verificava la situazione opposta, con Spica che sorgeva e Hamal che tramontava si aveva l'equinozio d'autunno (28 settembre).

## Sistema planetario
Nel 2011 è stato scoperto un pianeta orbitare attorno alla stella, il pianeta, chiamato poi α Arietis b, ha una massa minima stimata in 1,8 MJ e ruota attorno ad Hamal in circa 381 giorni, ad una distanza di 1,2 au dalla stella madre.
| Pianeta | Tipo            | Massa          | Periodo orb.       | Sem. maggiore | Eccentricità |
| ------- | --------------- | -------------- | ------------------ | ------------- | ------------ |
| b       | Gigante gassoso | > 1,8 ± 0,2 MJ | 380,8 ± 0,3 giorni | 1,2 UA        | 0.25         |